# Архитектурный ансамбль мавзолея Хо Ши Мина
Архитектурный ансамбль мавзолея Президента Хо Ши Мина включает в себя, собственно, сам Мавзолей Хо Ши Мина, Дом на сваях Хо Ши Мина, Музей Хо Ши Мина, Президентский дворец и пагоду на одном столбе. Находится в центре Ханоя.

## Мавзолей Хо Ши Мина

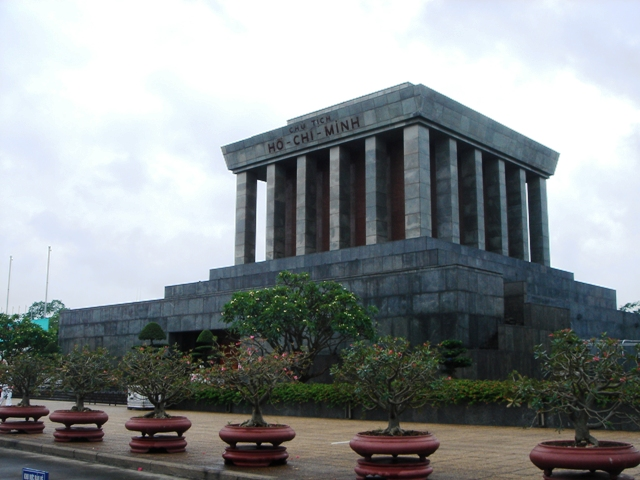
Мавзолей Хо Ши Мина

Когда 2 сентября 1969 года скончался Президент Вьетнама Хо Ши Мин, вьетнамское правительство приняло решение построить мавзолей, чтобы сохранить тело любимого Президента. Строительство мавзолея началось 2 сентября 1973 года. Главным архитектором мавзолея был советский архитектор Гарольд Исакович, известный как один из авторов проекта ленинского мемориала. После двух лет интенсивной работы мавзолей был построен и открыт 28 августа 1975 года.
Вдоль дороги Хунгвыонг, что находится напротив мавзолея, посажено два ряда коричневых сумахов, привезённых с земли предков вьетов Фонгтьяу (провинция Футхо). Вдоль площади перед мавзолеем посажено два ряда франжипани и 18 вечнозелёных деревьев, символизирующих вечность и бессмертие. Этот подарок преподнесён Президенту жителями равнинных провинций. Мавзолей Президента Хо Ши Мина имеет форму большого лотоса, который символизирует благородные нравственные качества вьетнамского народа и Президента.
Каменная лестница в мавзолее ведёт на второй этаж, где расположен стеклянный гроб Президента. На нём обычный, скромный, белый костюм из хаки, на ногах — каучуковые сандалии. Все выражает безыскусную, близкую красоту.

## Дом на сваях Хо Ши Мина

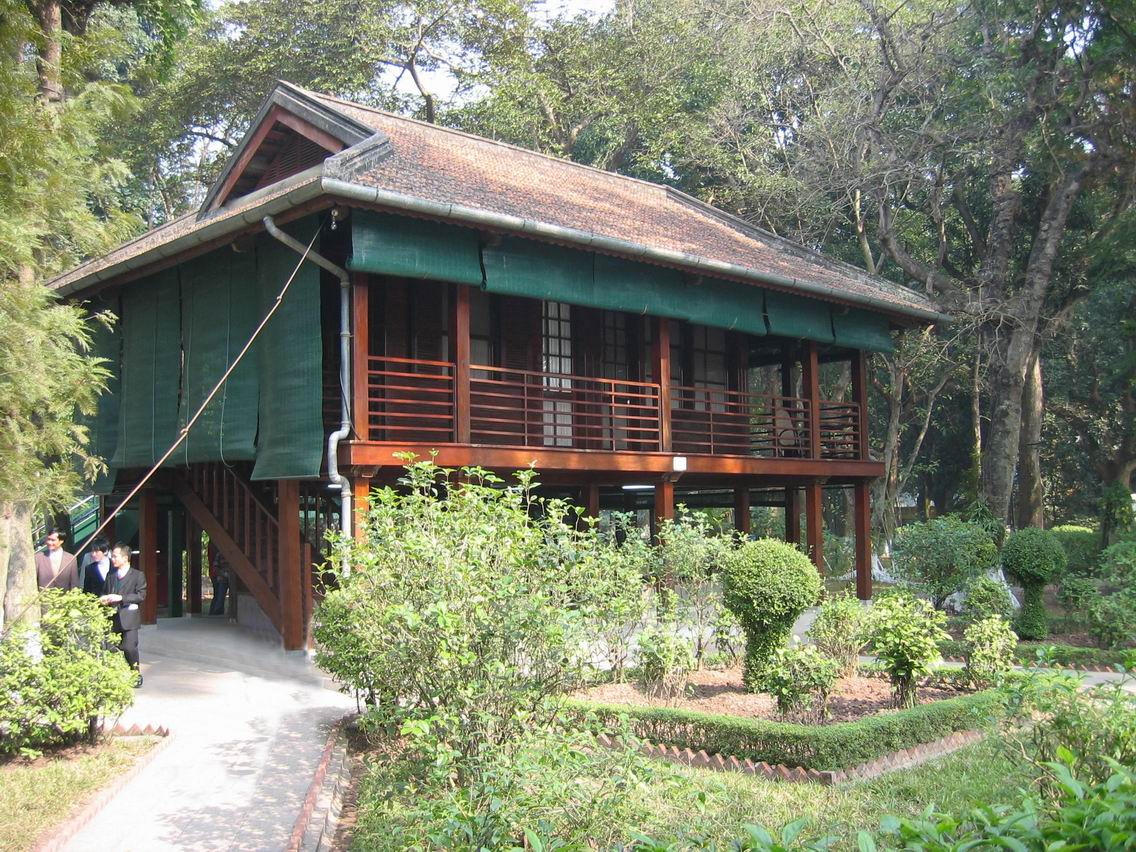
Дом на сваях Хо Ши Мина

Выйдя из мавзолея, посетители могут осмотреть дом на сваях, где жил и работал Хо Ши Мин. Дом в два этажа построен из полированного и лакированного дерева в 1958 году. Гравийная дорога ведёт за резиденцию Президента в сад с фруктовыми деревьями и цветами, такими как, кустарники гибискуса, кокосовые пальмы, кусты шиповника и жасмина. Разного вида цветы, привезённые из различных районов страны, не нарушают общий естественный пейзаж Вьетнама. За домом находится фруктовый сад с разными деревьями, которые подарили жители районов Вьетнама. Например, фруктовые деревья «Звездное яблоко» жители южного Вьетнама, а грейпфруты Фукчать, апельсины Суанмай, абрикосы Донгми, хурму Тхактхат — жители центрального и северного Вьетнама. В доме на сваях бережно сохраняются вещи Хо Ши Мина: сандалии, чайный сервиз, пиджак из хаки, который он надевал при жизни.

## Музей Хо Ши Мина

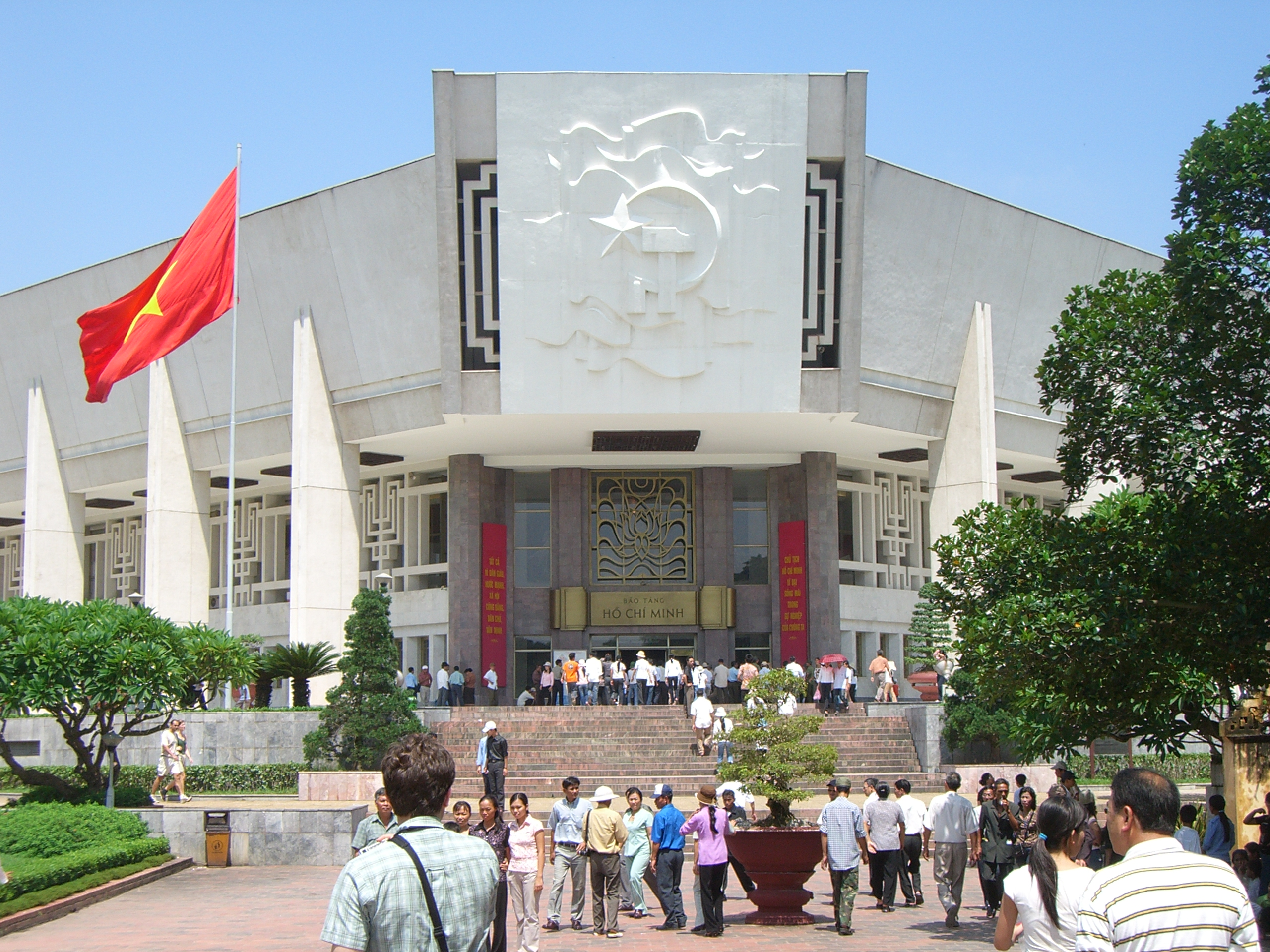
Музей Хо Ши Мина

Продолжая экскурсию, посетители идут в музей Хо Ши Мина. Издали здание музея напоминает большой лотос. Четыре квадратных блока на самом верхнем этаже одновременно символизируют лепестки лотоса и служат окнами, выходящими на улицу Хунгвыонг, на дом на сваях Хо Ши Мина, на улицы Нгокха, Нгуен Тхай Хок. Вещи, фотографии, ценные документы дают посетителям глубокое понимание жизни, деятельности Хо Ши Мина, вьетнамской революции, которая является важной вехой в истории страны. Строительство музея началось в 1985 году. Главным проектировщиком был Гарольд Исакович, до этого архитектор Мавзолея Хо Ши Мина. Музей Хо Ши Мина был открыт в день празднования сотой годовщины со дня его рождения — 19 мая 1990 года. В этом же году ЮНЕСКО признало Президента Хо Ши Мина героем, национальным освободителем, выдающимся деятелем культуры Вьетнама.
Этот архитектурный ансамбль ежегодно посещают миллионы отечественных и зарубежных гостей. Здесь они лучше, глубже узнают о героическом этапе вьетнамской революции, о жизни и деятельности Президента Хо Ши Мина.

## Президентский дворец

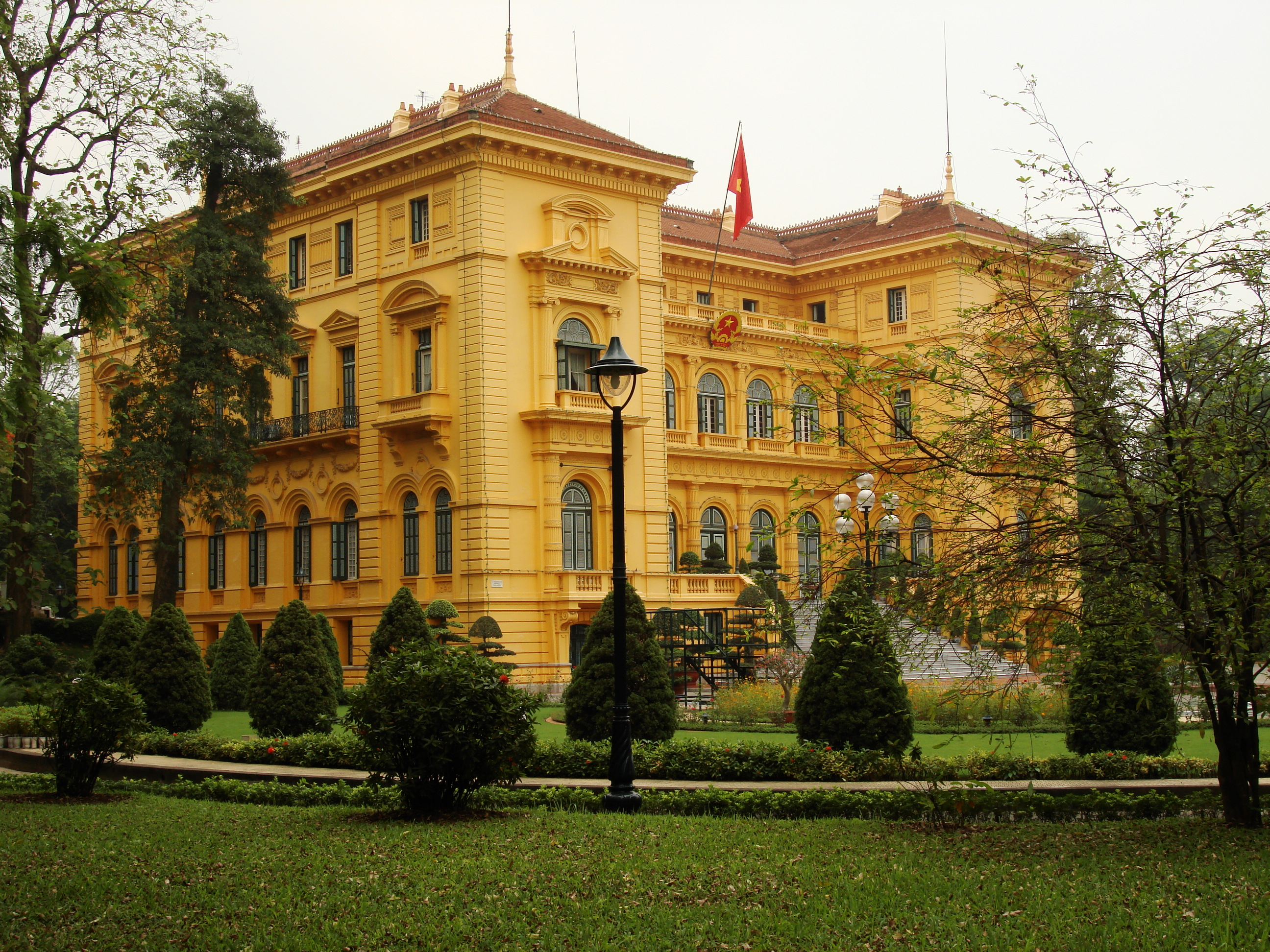
Президентский дворец

Президентский дворец был построен в начале XX века (с 1900 по 1906 год) и первоначально служил в качестве резиденции генерал-губернатора французского Индокитая. Возводил его французский архитектор Август Генри Вильдьё. Здание решено в отчетливо европейском архитектурном стиле, который можно охарактеризовать, как итальянский ренессанс. До 1945 года в нём жил правящий губернатор. В период с 1947 по 1954 года в здании квартировали высшие французские армейские чины. После обретения независимости Вьетнамом, Хо Ши Мин отказался от проживания в стенах этого здания из-за своих принципов, и использовал его только для приёма посетителей, а сам жил в доме на сваях, располагающийся напротив дворца.
В настоящее время дворец является официальной резиденцией президента Вьетнама и используется для государственных приемов.

## Пагода на одном столбе

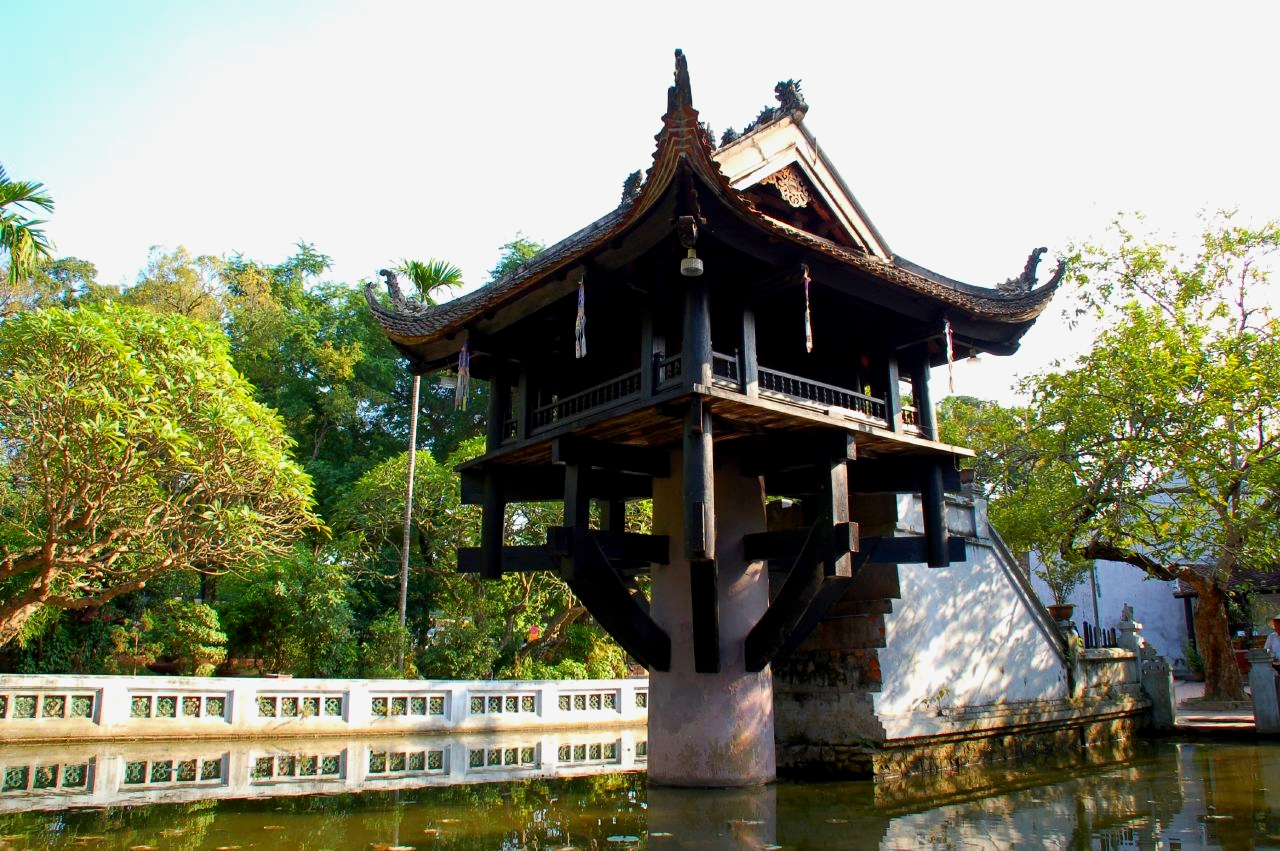
Пагода на одном столбе

Пагода на одном столбе — это древняя буддийская святыня, построенная из дерева на единственном каменном столбе диаметром 1,25 метра и внешне напоминающая цветок лотоса — буддийский символ чистоты.
Пагоду построил император Ли Тхай Тонг, правивший с 1028 по 1054 годы. Он не имел детей и однажды увидел во сне бодхисаттву Авалокитешвару, который сидел на цветке лотоса и передал Ли Тхай Тонгу в руки новорождённого сына. После этого император женился на крестьянке, которая родила ему сына. В благодарность Ли Тхай Тонг построил пагоду в 1049 году по совету монаха Тхьен Туэ (Thiền Tuệ), который предложил ему возвести столб на середине лотосового пруда.
4 мая 2006 года пагода была включена во Вьетнамский реестр достопримечательностей и номинирована в Азиатский реестр. 10 октября 2012 года в индийском городе Фаридабаде пагоде был присвоен статус с формулировкой «храм с уникальной архитектурой».